# Ketunpesäsaari
Ketunpesäsaari är en ö i Finland. Den ligger i sjön Kalajärvi och i kommunen Seinäjoki i den ekonomiska regionen  Seinäjoki och landskapet Södra Österbotten, i den sydvästra delen av landet, 280 km norr om huvudstaden Helsingfors. Öns area är 3 hektar och dess största längd är 340 meter i nord-sydlig riktning.